# Gonçalo Sampaio

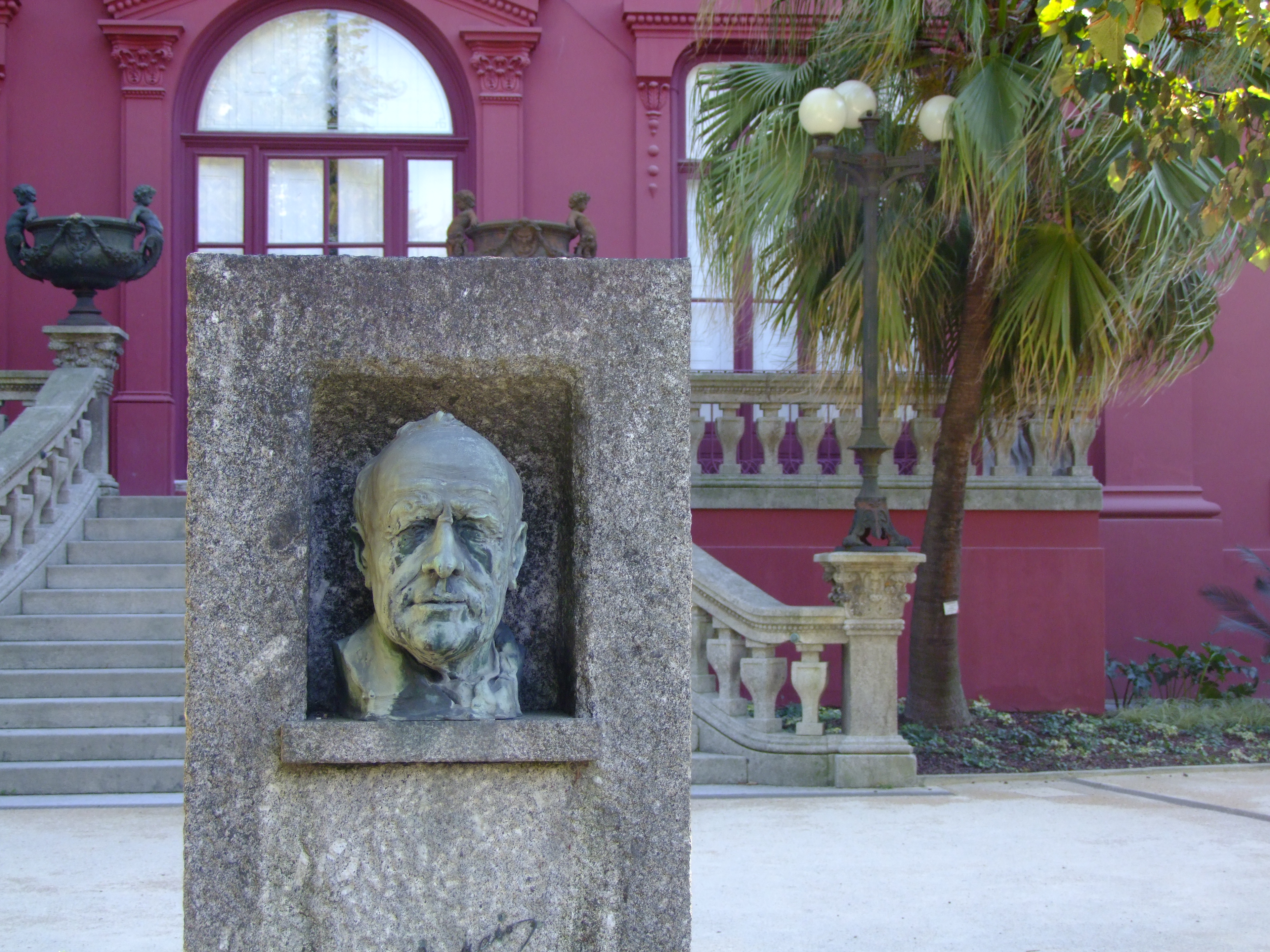
Büste Gonçalo Sampaios im Botanischen Garten in Porto

Gonçalo António da Silva Ferreira Sampaio (* 29. März 1865 in São Gens de Calvos, Póvoa de Lanhoso; † 28. Juli 1937 in Porto) war ein portugiesischer Botaniker.
Sein botanisches Autorenkürzel lautet „Samp.“.

## Werdegang
Sampaio war ab 1912 Professor für Botanik an der naturwissenschaftlichen Fakultät der Universität Porto und wurde dort 1913 zum Leiter des botanischen Kabinetts ernannt.
Seit 1952 erinnert im Stadtteil Massarelos der Stadt Porto eine Straße an ihn.

## Werke (Auswahl)
- Mit José Vilaça: Cancioneiro minhoto, Pôrto : Ed. Livr. Educação Nacional, 1944. OCLC 252768556
- Mit Américo Pires de Lima: Flora portuguesa, Pôrto, Impr. Moderna, 1946 [i. e. 1947]. OCLC 5853992
- Mit Sara Cabral Ferreira: Iconografia selecta da flora Portuguesa, Lisboa, Instituto para a Alto Cultura, 1949. OCLC 5837442
- Miscelânea dos trabalhos sobre líquenes, Porto, 1970. OCLC 18977846

## Quelle
- Arquivo da Toponímia, Câmara Municipal de Porto